# Litopenaeus schmitti
O Litopenaeus schmitii é uma espécie de camarão. Ocorre desde as Antilhas até o litoral brasileiro e possui importância comercial significativa para comunidades de pescadores artesanias.